# 长前胡
长前胡（学名：Peucedanum turgeniifolium）是伞形科前胡属的植物，为中国的特有植物。分布于中国大陆的甘肃、四川等地，生长于海拔2,000米至3,600米的地区，一般生于高山阳性山坡草地、灌丛和河谷滩地上，目前已由人工引种栽培。